# Kotlik
Kotlik és una població dels Estats Units a l'estat d'Alaska. Segons el cens del 2007 tenia 641 habitants.

## Demografia
Segons el cens del 2000, Kotlik tenia 591 habitants, 117 habitatges, i 102 famílies La densitat de població era de 59,7 habitants/km².
Dels 117 habitatges en un 70,1% hi vivien nens de menys de 18 anys, en un 65% hi vivien parelles casades, en un 11,1% dones solteres, i en un 12,8% no eren unitats familiars. En el 10,3% dels habitatges hi vivien persones soles el 3,4% de les quals corresponia a persones de 65 anys o més que vivien soles. El nombre mitjà de persones vivint en cada habitatge era de 5,05 i el nombre mitjà de persones que vivien en cada família era de 5,48.
Per edats la població es repartia de la següent manera: un 48,2% tenia menys de 18 anys, un 11,2% entre 18 i 24, un 24,9% entre 25 i 44, un 12% de 45 a 60 i un 3,7% 65 anys o més.
L'edat mediana era de 18 anys. Per cada 100 dones hi havia 114,1 homes. Per cada 100 dones de 18 o més anys hi havia 109,6 homes.
La renda mediana per habitatge era de 37.750 $ i la renda mediana per família de 37.969 $. Els homes tenien una renda mediana de 29.583 $ mentre que les dones 16.875 $. La renda per capita de la població era de 7.707 $. Aproximadament el 18,4% de les famílies i el 21,1% de la població estaven per davall del llindar de pobresa.

## Poblacions més properes
El següent diagrama mostra les poblacions més properes.